# Atractus microrhynchus
Atractus microrhynchus là một loài rắn trong họ Colubridae. Loài này được Cope mô tả khoa học đầu tiên năm 1868.